# 藤长苗
藤长苗（学名：Calystegia pellita）是旋花科打碗花属的植物。分布于西伯利亚、蒙古、远东地区、日本、朝鲜以及中国大陆的陕西、辽宁、安徽、山西、河北、湖北、黑龙江、江苏、甘肃、河南、四川、新疆、山东等地，生长于海拔380米至1,700米的地区，多生在田边杂草中、平原路边或山坡草丛，目前尚未由人工引种栽培。

## 别名
狗儿苗、毛胡弯（河南） 狗藤花、兔耳苗（安徽） 野兔子苗、野山药（江苏） 缠绕天剑、脱毛天剑（中国北部植物图志）